# 針狀體

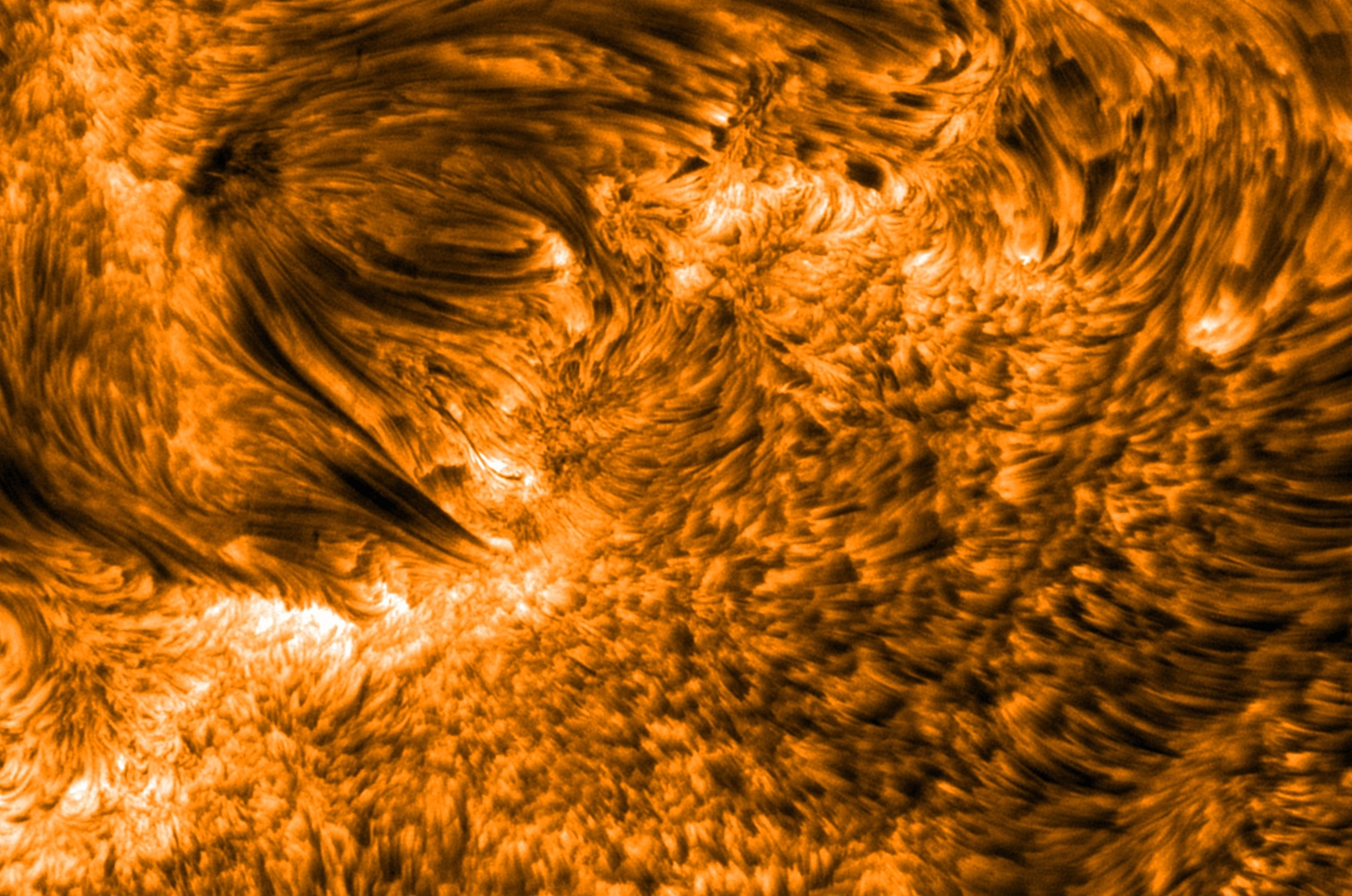
針狀體，2004年6月

針狀體是從太陽的光球以每秒大約20公里向上，直徑500公里的動態噴射物，這是在羅馬梵蒂岡天文台的安傑洛·塞基神父在1877年發現的。整個色球層都佈滿了針狀體。

## 說明
針狀體的生命期在5至10分鐘，可以在太陽的邊緣看見瘦長的身影（如果在盤面看見，通常稱為「雜斑（mottles）」或「原纖維（fibrils）」）。它們通常和高磁性的區域聯繫在一起，物質的流量大約是太陽風的100倍。

## 普遍性
任何時間，在太陽的表面都有约300,000個針狀體圍繞著，一個典型的針狀體可以伸展到光球之上3,000至10,000公里的高度。

## 成因
Bart De Pontieu（洛克馬丁太陽和天文物理實驗室）、Robert Erdélyi和James P. Stewart（兩人都來自英國的谢菲尔德大学）在2004年提出了針狀體成因於太陽表面P-模式振盪的假說。在太陽表面以五分鐘週期振盪的聲波會造成表面每秒數百公尺的上下起伏（參見日震學）。被垂直掀動的磁流管可能聚集並引導物質上升進入大氣層內形成針狀體。但在太陽物理的論壇中對此仍然有所爭議。

## 論文
- De Pontieu, Bart; Erdélyi, Robert; James, Stewart P. . Nature. 2004-07, 430 (6999): 536–539  [2022-04-17]. Bibcode:2004Natur.430..536D. ISSN 0028-0836. doi:10.1038/nature02749. （原始内容存档于2022-04-17） （英语）.